# Architectonicidae
Architectonicidae zijn een familie van weekdieren uit de klasse van de Gastropoda (slakken).

## Taxonomie
De volgende geslachten zijn bij de familie ingedeeld:
- Adelphotectonica Bieler, 1987[1]
- Architectonica Röding, 1798
- Basisulcata Melone & Taviani, 1985
- Climacopoma Fischer, 1885 †
- Discotectonica Marwick, 1931
- Disculus Deshayes, 1862 †
- Granosolarium Sacco, 1892
- Heliacus d'Orbigny, 1842
- Nipteraxis Cossmann, 1916 †
- Philippia Gray, 1847
- Pseudomalaxis P. Fischer, 1885
- Pseudotorinia Sacco, 1892
- Psilaxis Woodring, 1928
- Solatisonax Iredale, 1931
- Spirolaxis Monterosato, 1913
- Stellaxis Dall, 1892 †
- Wangaloa Finlay, 1927 †

### Nomen nudum
- Philippiinae Boss, 1982

### Synoniemen
- Philippiinae Melone & Taviani, 1985 => Architectonicidae Gray, 1850
- Pseudomalaxinae Garrard, 1978 => Architectonicidae Gray, 1850
- Gyriscus Tiberi, 1867 => Heliacus (Gyriscus) Tiberi, 1867 => Heliacus d'Orbigny, 1842
- Teretropoma Rochebrune, 1881 => Heliacus (Teretropoma) Rochebrune, 1881 => Heliacus d'Orbigny, 1842
- Acutitectonica Habe, 1961 => Discotectonica Marwick, 1931
- Aguayodiscus Jaume & Borro, 1946 => Spirolaxis Monterosato, 1913
- Astronacus Woodring, 1959 => Heliacus (Torinista) Iredale, 1936 => Heliacus d'Orbigny, 1842
- Awarua Mestayer, 1930 => Pseudotorinia Sacco, 1892
- Claraxis Iredale, 1936 => Granosolarium Sacco, 1892
- Discosolis Dall, 1892 => Pseudomalaxis P. Fischer, 1885
- Grandeliacus Iredale, 1957 => Heliacus d'Orbigny, 1842
- Granoheliacus Melone & Taviani, 1985 => Solatisonax Iredale, 1931
- Mangonuia Mestayer, 1930 => Pseudomalaxis P. Fischer, 1885
- Patulaxis Dall, 1892 † => Climacopoma Fischer, 1885 †
- Paurodiscus Rehder, 1935 => Spirolaxis Monterosato, 1913
- Pseudotorina => Pseudotorinia Sacco, 1892
- Redivivus Melone & Taviani, 1985 => Solatisonax Iredale, 1931
- Russetia Garrard, 1961 => Discotectonica Marwick, 1931
- Solariaxis Dall, 1892 => Granosolarium Sacco, 1892
- Solarium Lamarck, 1799 => Architectonica Röding, 1798
- Torinia J.E. Gray, 1842 => Heliacus d'Orbigny, 1842
- Torinista Iredale, 1936 => Heliacus (Torinista) Iredale, 1936 => Heliacus d'Orbigny, 1842
- Tornista "Iredale, 1936" => Torinista Iredale, 1936 => Heliacus (Torinista) Iredale, 1936 => Heliacus d'Orbigny, 1842
- Tornista "Gray, 1842" => Torinia J.E. Gray, 1842 => Heliacus d'Orbigny, 1842
- Verticillus Jousseaume, 1888 => Architectonica Röding, 1798